# لواء إسكندرون
لواء إسكندرون أو لواء الإسكندرونة، يُعتبر في سوريا المحافظة الخامسة عشرة، رغم أنه منذ عام 1939 أصبح تابعًا لتركيا. يُطلق عليه بعض المؤرخين مثل ستيفن لونغريج "الألزاس واللورين السورية". كانت منطقة إسكندرون جزءًا من ولاية حلب في سوريا العثمانية، حيث شكلت مرفأً هامًا على البحر. مثلت المنطقة في المؤتمر السوري العام، ورغم اعتبارها دولة مستقلة عقب تقسيم سوريا العثمانية، إلا أنها أُعيدت إلى الدولة السورية عام 1926 بجهود الرئيس أحمد نامي، وعاصرت إعلان الجمهورية السورية الأولى.
في عام 1938، قامت فرنسا بخطوة وصفها الكثيرون بـ"غير المسبوقة والاستفزازية"، حيث منحت اللواء حكمًا ذاتيًا مع بقائه مرتبطًا شكليًا بالجمهورية السورية. وفي العام التالي 1939، انسحبت فرنسا بشكل نهائي، ودخلت قوات تركية اللواء وضمت المنطقة إلى تركيا تحت اسم "هاتاي". هذا الإجراء اعتُبر مخالفة لصك الانتداب، الذي كان يلزم فرنسا بالحفاظ على أراضي الدولة المنتدب عليها.
غالبية سكان اللواء كانوا من عرب سوريا، موزعين بين السنة، والعلويين، والمسيحيين، بالإضافة إلى الأرمن. في المقابل، لم تتجاوز نسبة التركمان فيه 39.4% وفق إحصاءات عام 1939. بعد سلخ اللواء، نزح عدد كبير من سكانه العرب والأرمن إلى مدن سورية مثل دمشق، وحلب، وحمص، واللاذقية. استُثنيت من النزوح بلدة كسب ذات الأغلبية الأرمنية، حيث عدّلت المفوضية الفرنسية الحدود لتصبح جزءًا من محافظة اللاذقية.
أثار سلخ اللواء احتجاجات واسعة في عام 1939، أدت إلى الإطاحة بحكومة جميل مردم واستقالة الرئيس هاشم الأتاسي. لاحقًا، اعتُبر اللواء أرضًا محتلة، مما ساهم في إبقاء سوريا خارج مشاريع إقليمية مثل "حلف بغداد"، حيث كانت تركيا عضوًا فيه. توترت العلاقة مع تركيا مجددًا عام 1957، ووصلت الأمور إلى إرسال الأسطول المصري إلى اللاذقية للدفاع عن سوريا في حال اندلاع حرب. ولم تعترف أي حكومة سورية بشرعية ضم اللواء إلى تركيا.

في سوريا الإنتيكية القديمة، كانت أنطاكية "عاصمة اللواء" مركزًا إداريًا ودينيًا، حيث كانت مقر بطريرك أنطاكية، الرأس المحلي للكنيسة السورية بشقيها البيزنطي والسرياني. خرجت منها شخصيات بارزة عالميًا، مثل إغناطيوس الإنطاكي ويوحنا ذهبي الفم. في سوريا الحديثة، كان اللواء موطنًا لشخصيات مهمة على المستوى الوطني، مثل رئيس الدولة صبحي بركات، والمفكر زكي الأرسوزي، والشاعر سليمان العيسى.

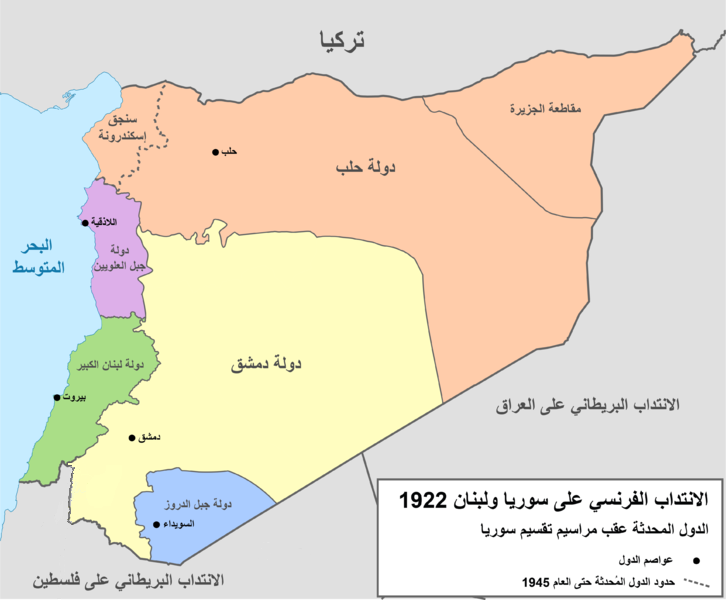
لواء إسكندرون كجزء من سوريا في أعقاب مراسيم هنري غورو للتقسيم.

## الجغرافيا
تبلغ مساحة اللواء 4800 كيلومتر مربع، يطل على خليجي اسكندرون والسويدية في الزاوية الشمالية الشرقية للبحر الأبيض المتوسط، ويتوسط شريطه الساحلي رأس الخنزير الذي يفصل بين الخليجين المذكورين. أهم مدنه أنطاكية واسكندرونة وأوردو والريحانية والسويدية وأرسوز.
اللواء ذو طبيعة جبلية، وأكبر جباله أربعة: جبال الأمانوس وجبل الأقرع وجبل موسى وجبل النفاخ، وبين هذه الجبال يقع سهل العمق. أما أهم أنهاره فهي: نهر العاصي الذي يصب في خليج السويدية، ونهر عفرين ونهر الأسود الذين يصبان في بحيرات سهل العمق.

## التاريخ
- وصل العرب المسلمون بزحفهم العسكري عام 16 هـ إلى جنوب جبال طوروس وضموا المنطقة الجنوبية من اللواء إلى حكمهم.
- في العهد العثماني كان اللواء سنجقًا تابعًا لولاية حلب.
- عام 1915 احتوت مراسلات الشريف حسين مع مكماهون على إشارات واضحة بتبعية المناطق الواقعة جنوب جبال طوروس إلى الدولة العربية الموعودة (تعيين للحدود الشمالية للدولة على خط يقع شمال مرسين ـ أضنة الموازي لخط 37 شمالاً الذي تقع عليه مدن البيرة وأورفة وماردين وفديان وجزيرة ابن عمر وعمادية، حتى حدود إيران).
- مع بدء الانتداب الفرنسي على سوريا ولبنان تبع اللواء ولاية حلب.
- كان لواء اسكندرون في اتفاقية سايكس بيكو داخل المنطقة الزرقاء التابعة للانتداب الفرنسي بمعنى أن المعاهدة اعتبرته سورياً وهذا يدل على أن هذه المنطقة هي جزء من سوريا.
- في معاهدة سيفر عام 1920 اعترفت الدولة العثمانية المنهارة بعروبة منطقتي الإسكندرون وقيليقية (أضنة ومرسين) وارتباطهما بالبلاد العربية (المادة 27).
- كان اللواء جزءا من المملكة السورية العربية التي قامت عقب نهاية الحرب العالمية الأولى وسقطت بيد الاحتلال الفرنسي في معركة ميسلون.

الطوابع السورية المستخدمة في لواء اسكندرون زمن الانتداب الفرنسي

- الطوابع السورية المستخدمة في لواء اسكندرون زمن الانتداب الفرنسيبعد توحيد الدويلات السورية التي شكلها الانتداب الفرنسي، ضُم لواء الإسكندرون إلى السلطة السورية المركزية.
- في 29 أيار 1937 أصدرت عصبة الأمم قراراً بفصل اللواء عن سورية وعُين للواء حاكم فرنسي.
- في 15 تموز 1938 دخلت القوات التركية بشكل مفاجئ للرأي العام السوري إلى مدن اللواء واحتلتها، وتراجع الجيش الفرنسي إلى أنطاكية وكانت مؤامرة حيكت بين فرنسا وتركيا، ضمنت بموجبها فرنسا ضمان دخول تركيا إلى صف الحلفاء في الحرب العالمية الثانية.
- في عام 1939، أشرفت الإدارة الفرنسية على استفتاء حول الانضمام إلى تركيا فاز فيه الأتراك وشكك العرب بنتائجه خصوصاً أن الأتراك تلاعبوا بالأصوات لصالحهم، ثم ابتدأت سياسة تتريك اللواء وتهجير سكانه الأصليين إلى بقية الوطن السوري، حيث سرقت كل أراضي السوريين الزراعية في تلك المنطقة دون أن تدفع تركيا أموالاً للمتضررين ثم قامت تركيا بتغيير كافة الأسماء من العربية وهي اللغة الأصلية إلى التركية وهي لغة الدولة المحتلة، وظل هذا الأمر مصدراً للتوتر الشديد في العلاقات بين تركيا وسوريا طيلة سبعة عقود وإلى يومنا هذا. واليوم يشكل العرب الأغلبية في أغلب محافظات الإسكندرون (من أصل اثنتي عشرة قطعة قسمتها تركيا كي تصبح عودتها إلى سوريا أصعب).[5]

كان الإجراء الفرنسي بإعطاء اللواء إلى تركيا مخالفاً لصك الانتداب نفسه، حيث نصت المادة الرابعة من صك الانتداب على إلزام الدولة المنتدبة باحترام وحدة البلاد الموكلة إليها والحفاظ على سلامة أراضيها، وهو ما لم يتقيد به الفرنسيون. قامت فرنسا بغض النظر عن دخول عشرات الآلاف من الأتراك إلى اللواء بغرض الاستفتاء، حيث أملت بأن يساهم ذلك في دخول تركيا إلى جانب الحلفاء في الحرب على ألمانيا النازية. كما قامت تركيا بنشر جيشها داخل اللواء وطرد معظم سكانه من العرب والأرمن.

## تسجيل الناخبين والانتخابات عام 1938
في عام 1938، تم توزيع المقاعد في مجلس سنجق الإسكندرونة استنادًا إلى التعداد الذي أجرته السلطات الفرنسية تحت إشراف دولي. حصل الأتراك على 22 مقعدًا من أصل 40، بينما وُزعت المقاعد المتبقية على المكونات الأخرى للسكان كالتالي: تسعة مقاعد للعلويين، وخمسة للأرمن، ومقعدان للعرب السنة، ومقعدان لليونانيين الأنطاكيين.
بناءً على اتفاقية 29 مايو 1937 والتوقيعات اللاحقة في 3 يوليو 1938، تعهدت كل من فرنسا وتركيا بحماية منطقة "هاتاي" عبر نشر 2500 جندي لكل منهما. وفقًا لهذه الاتفاقية، أرسل الجيش التركي قوات تدخل عبر مدينتي باياس وحسا. وفي 5 يوليو 1938، دخلت القوات التركية مدينة إسكندرون، لتبدأ مرحلة جديدة من السيطرة التركية على اللواء.
قاطع العرب الاستفتاء الذي أجرته السلطات الفرنسية المحتلة، وأعطى هذا غلبة كبيرة للأتراك من حيث عدد المسجلين للاستفتاء سنة 1938 الذين كانت أعدادهم كما يلي:
- أتراك: 35,847
- عرب علويون: 11,319
- أرمن: 5,504
- يونان أرثوذكس: 2,098
- عرب سنة: 1,845
- آخرون: 359

على الرغم من تسجيل الناخبين في سنجق الإسكندرونة، لم تُجر أي انتخابات فعلية. بدلاً من ذلك، تم تكليف السلطات التركية والفرنسية بتنظيم انتخابات تمت الموافقة عليها من قبل جمعية هاتاي.
في إطار عملية الانتقال، عين مصطفى كمال أتاتورك السياسي تايفور سوكمان لقيادة هذه العملية. وصل سوكمان إلى أنطاكيا قادمًا من دورتيول في 25 أغسطس 1938، ليتولى مهامه في الإشراف على الترتيبات الإدارية والسياسية للانتقال.
يسكن الإقليم حالياً حوالي مليون نسمة، ولا يوجد أي تعداد للنسبة العربية من سكانه بسبب السياسة التركية القمعية للأقليات القومية، ويشكو سكان الإقليم العرب من القمع الثقافي واللغوي والعرقي الذي تمارسه تركيا عليهم والتمييز ضد الأقلية العربية لصالح العرق التركي في كل المجالات وهو متابعة نحو التتريك الكامل للواء.
وهناك تواصل مستمر في مناسبات خاصة كالأعياد بين سكان اللواء وبين أقربائهم في الأراضي السورية المجاورة، وما زالت سوريا تعتبر لواء الإسكندرون جزءا من ترابها الوطني، وما زالت الخرائط السورية تظهر لواء الإسكندرون على أنه منطقة سورية محتلة.

## اتفاقية أضنة 1998
وفي عام 1998 وبعد أزمة سورية تركية كادت تتفجر صراعاً عسكرياً، تم التوصل إلى تسوية سياسية في اتفاقية أضنة تخلت على أثرها سوريا عن دعمها لحزب العمال الكردستاني، كما تم الاتفاق على تأجيل أمر اللواء لوقت لاحق.
المصادر السورية نفت أي تخل عن لواء الإسكندرون، إلا أنها أعلنت أن المصلحة السورية تقضي بتأجيل القضايا الخلافية والتطلع إلى التعاون الاقتصادي السياسي مع تركيا في المرحلة الراهنة، وبالرغم من ذلك ظلت الأوساط الشعبية في سوريا تطالب به. وبعد انتكاس العلاقات السورية التركية أثر موقف الأخيرة من الحرب الأهلية السورية التي بدأت عام 2011، عادت الأصوات المطالبة به إلى الارتفاع.

## الاقتصاد
تعد مدينة الإسكندرونة من أهم الموانئ البحرية التي تعتمدها تركيا لتصدير النفط، كما يعتمد لواء الإسكندرون على السياحة نظراً لاحتوائه على مدن تاريخية إلى جانب الطبيعة الخلابة. أما في الزراعة، فيشتهر اللواء بالقطن، الحبوب، التبغ، المشمش، التفاح، البرتقال والزيتون. كما يشهد حركة صناعية في قطاع النسيج والزجاج.

## التوزع السكاني
| المجموعة       | العدد  | النسبة |
| -------------- | ------ | ------ |
| تركمان - سنّة   | 75,900 | 39.4%  |
| عرب - علويون   | 54,800 | 28.5%  |
| أرمن - مسيحيون | 23,600 | 12.3%  |
| عرب - سنّة      | 20,400 | 10.6%  |
| عرب - مسيحيون  | 14,300 | 7.4%   |
| أكراد - سنّة    | 1800   | 0.9%   |
| شركس - سنّة     | 1100   | 0.6%   |
| يهود           | 500    | 0.3%   |

| المجموعة | العدد  | النسبة |
| -------- | ------ | ------ |
| عرب      | 89,500 | 46.5%  |
| تركمان   | 75,900 | 39.4%  |
| أرمن     | 23,600 | 12.3%  |
| أكراد    | 1800   | 0.9%   |
| شركس     | 1100   | 0.6%   |
| يهود     | 500    | 0.3%   |

| المجموعة | العدد  | النسبة |
| -------- | ------ | ------ |
| سنّة      | 99,200 | 51.5%  |
| علويون   | 54,800 | 28.5%  |
| مسيحيون  | 37,900 | 19.7%  |
| يهود     | 500    | 0.3%   |

## مواقع خارجية
- تاريخ لواء إسكندرون - موقع لواء إسكندرون الرسمي.
- قضية لواء إسكندون - داماس برس.